# 安茹地区舍米耶
安茹地区舍米耶（法語：Chemillé-en-Anjou，法語發音：[ʃəmije ɑ̃.n‿ɑ̃ʒu] ⓘ）是法国曼恩-卢瓦尔省的一个市镇，位于该省西南部，属于绍莱区。

## 地名
安茹（Anjou）为法国历史上的一个行省，现大致为曼恩-卢瓦尔省全境。舍米耶（Chemillé）则是该市镇的前身及主体，其曾与默莱短暂合并为舍米耶-默莱。

## 历史
安茹地区舍米耶成立于2015年12月15日，由以下12个市镇合并而成：
- 尚佐
- 拉沙佩勒鲁斯兰（La Chapelle-Rousselin）
- 舍米耶-默莱（Chemillé-Melay）
- 科塞当茹（Cossé-d'Anjou）
- 拉瑞默利耶尔（La Jumellière）
- 莫日地区讷维（Neuvy-en-Mauges）
- 圣克里斯蒂娜（Sainte-Christine）
- 圣乔治德加尔德（Saint-Georges-des-Gardes）
- 圣莱赞（Saint-Lézin）
- 拉萨勒德维耶（La Salle-de-Vihiers）
- 拉图尔朗德里（La Tourlandry）
- 瓦朗茹（Valanjou）

其中政府驻地为舍米耶-默莱。

## 地理
安茹地区舍米耶（47°12'36.0"N, 0°43'43.0"W）面积323.98 平方千米，位于法国卢瓦尔河地区大区曼恩-卢瓦尔省，该省份为法国西部内陆省份，大致对应安茹地区，北起顺时针与马耶讷省、萨尔特省、安德尔-卢瓦尔省、维埃纳省、德塞夫勒省、旺代省、大西洋卢瓦尔省和伊勒-维莱讷省接壤。
与安茹地区舍米耶接壤的市镇（或旧市镇、城区）包括：莫日地区博普雷欧、埃夫尔河畔蒙特勒沃、卢瓦尔河畔莫日、莱永河畔绍德丰、瓦勒迪莱永、莱永河畔博略、贝勒维涅昂莱永、蒙蒂耶、利斯-上莱永、科龙、沃赞、特雷芒蒂讷、泰朗茹。
安茹地区舍米耶的时区为UTC+01:00、UTC+02:00（夏令时）。

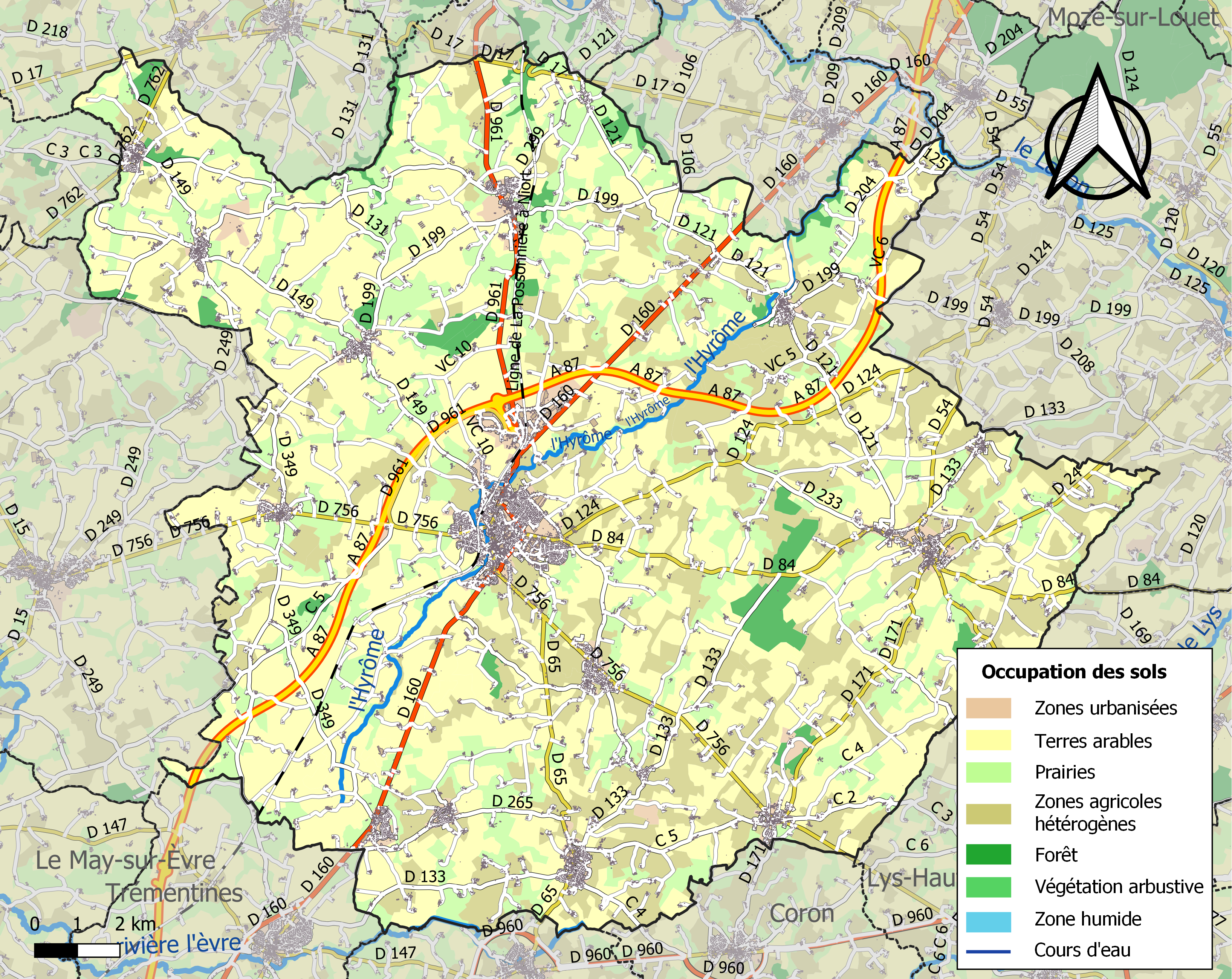
安茹地区舍米耶的OSM定位图

## 行政
安茹地区舍米耶的邮政编码为49120、49310、49670、49750，INSEE市镇编码为49092。

## 政治
安茹地区舍米耶所属的省级选区为安茹地区舍米耶县。

## 人口
安茹地区舍米耶于2022年1月1日时的人口数量为21550人。